# Sarcófago de las Plañideras

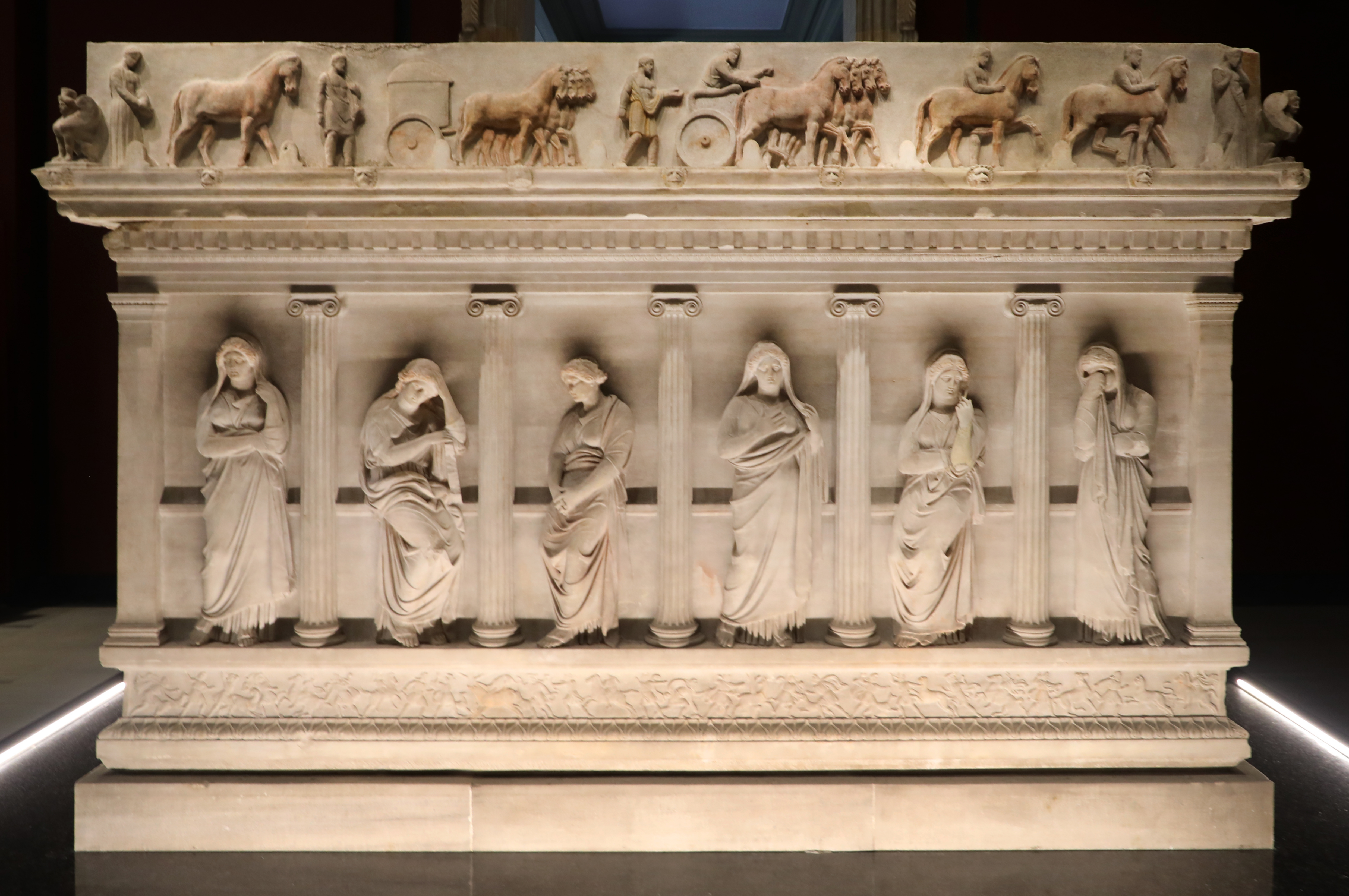
Relieve de uno de los lados.

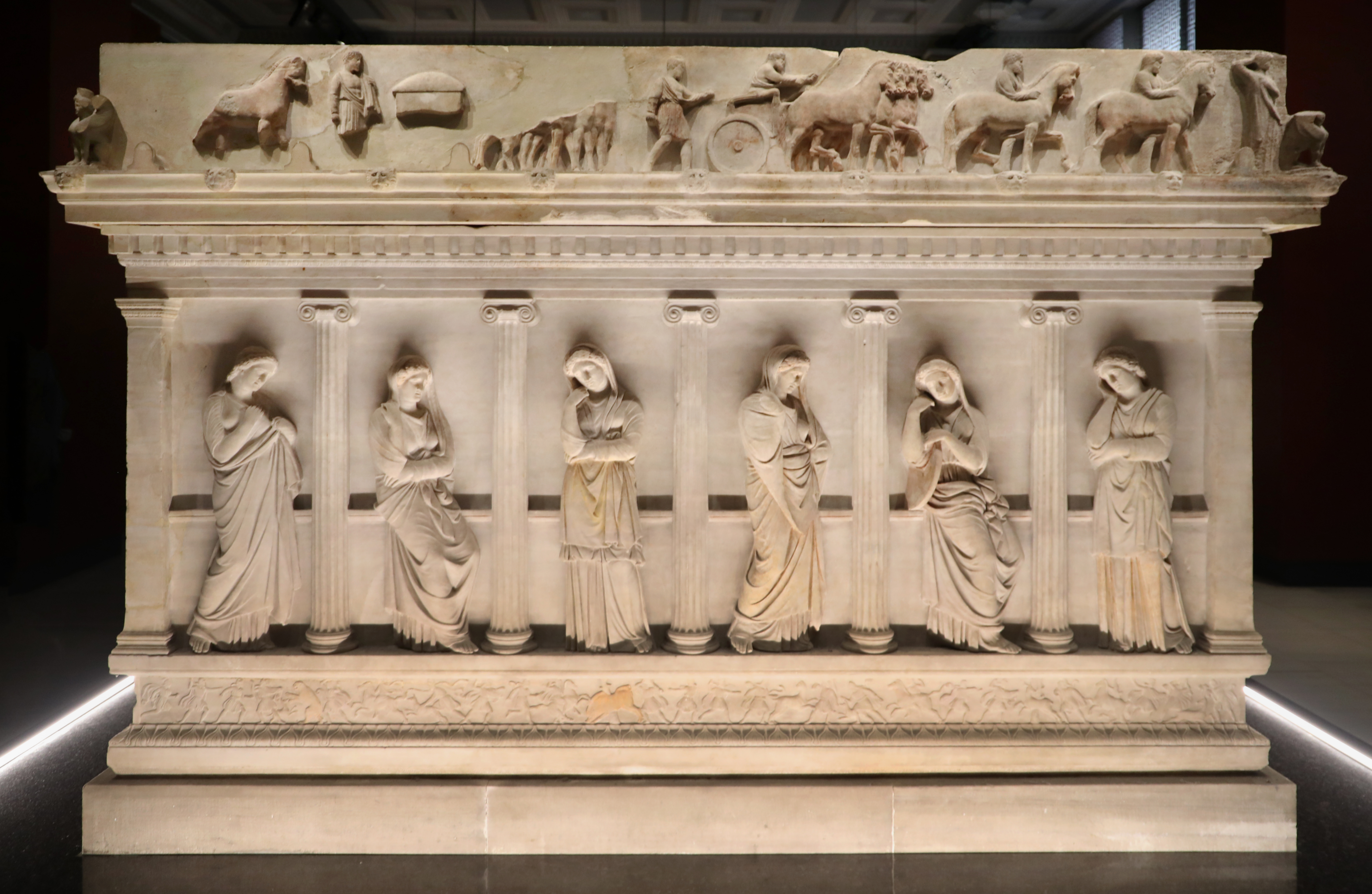
Relieve opuesto.

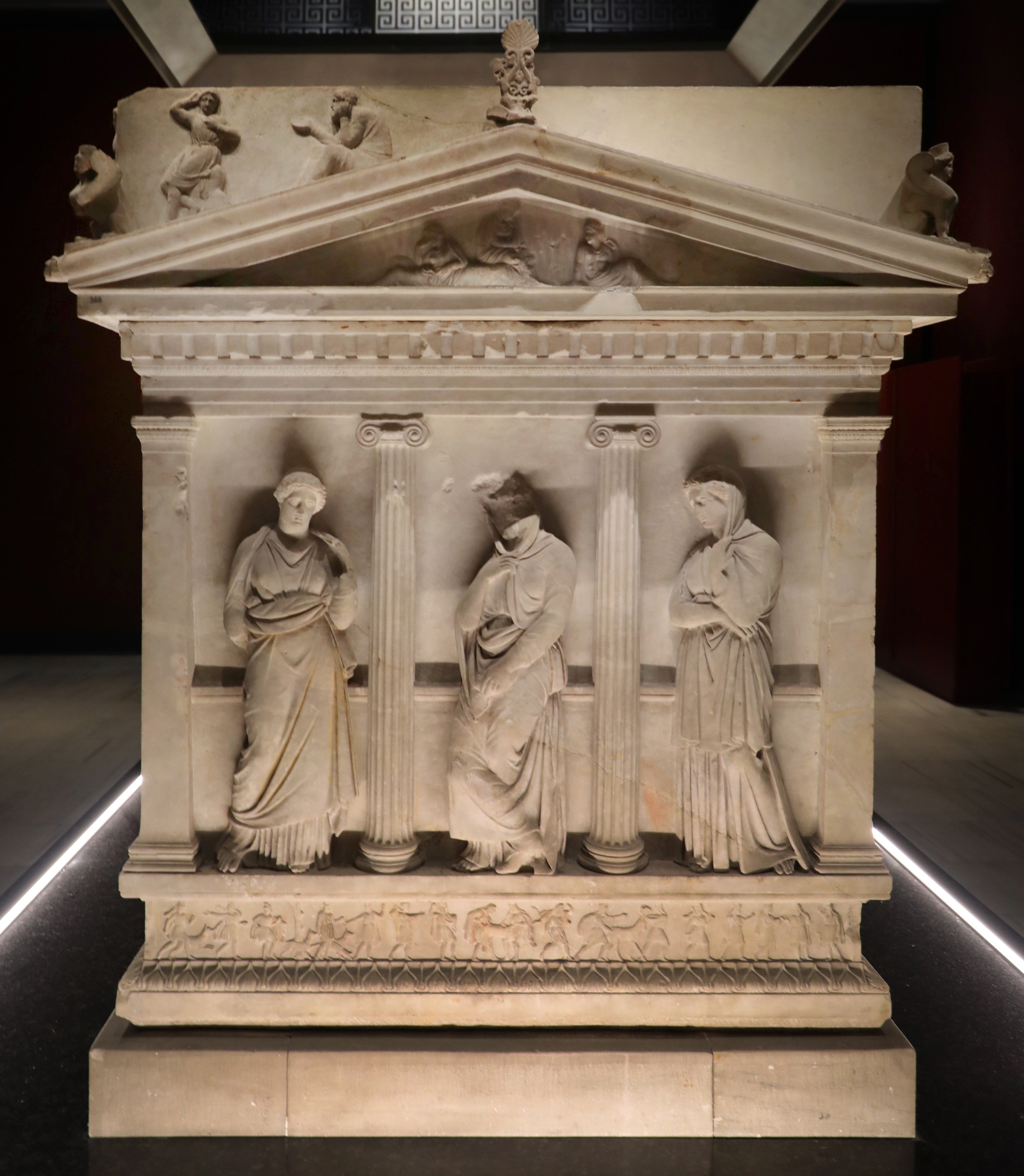
Uno de los frontones.

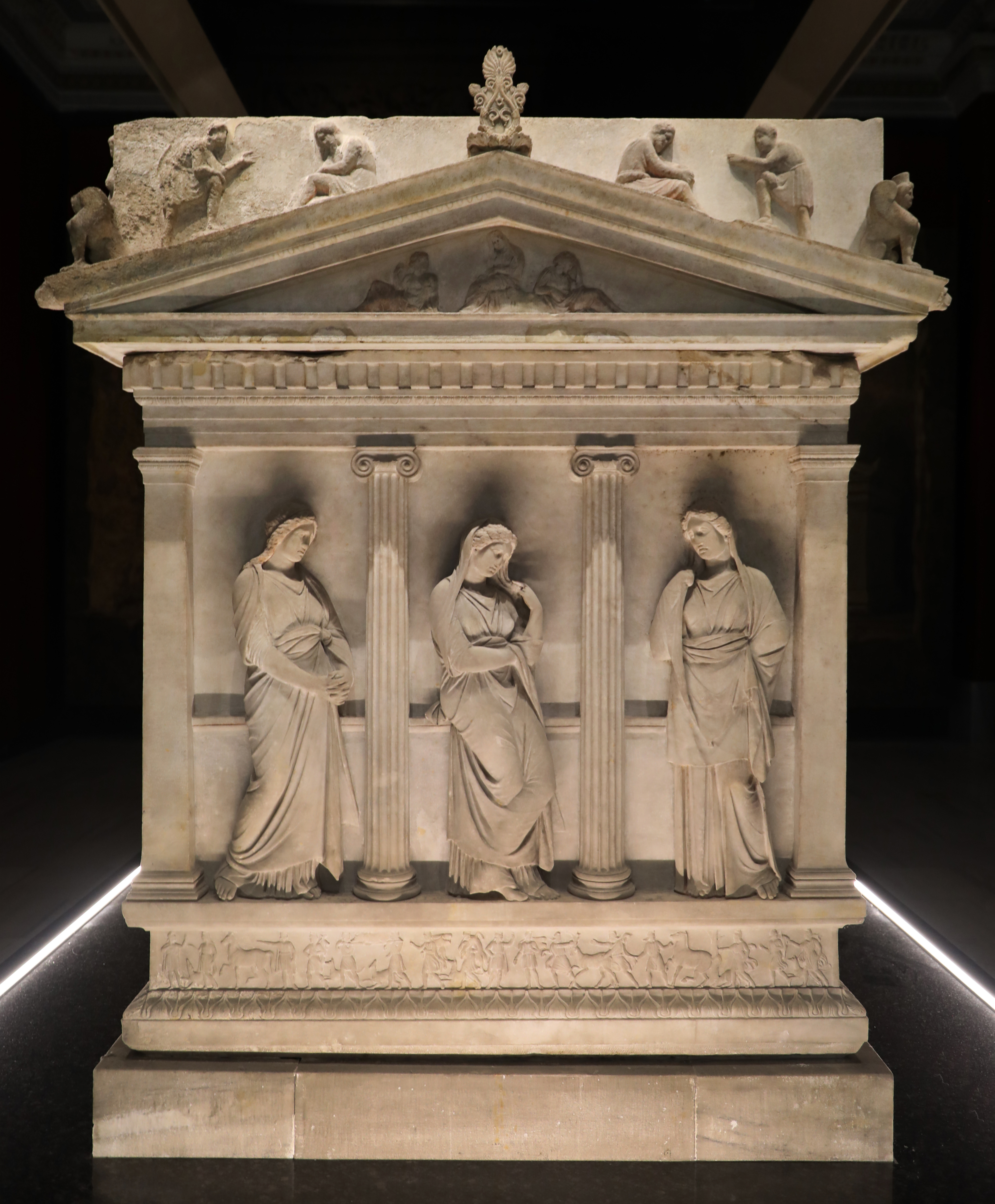
El frontón opuesto.

El Sarcófago de las Plañideras es un sarcófago helenístico encontrado en 1887 por el arqueólogo otomano Osman Hamdi Bey, en la necrópolis real de Ayaa, cerca de Sidón, Líbano, en la misma cámara funeraria (sala funeraria nº 3 de la necrópolis del rey de Sidón) que el sarcófago de Alejandro.
Se cree que este sarcófago con columnas del período helenístico, pertenece a Estratón, rey de Sidón, fallecido en el año 360 a. C. Se exhibe en el Museo Arqueológico de Estambul.

## Historia
El sarcófago causó gran impacto en Europa y América en el momento de su descubrimiento, junto con otros veinte sarcófagos de la necrópolis real de Ayaa en Sidón. El sarcófago, saqueado antes de su descubrimiento, contenía únicamente los huesos del difunto y una hebilla de cinturón de bronce.
Cuando los sarcófagos de Sidón fueron transportados a Estambul, se hizo necesario construir un museo para albergarlos. La fachada del edificio principal, construida por Osman Hamdi Bey según los planos del arquitecto Alexandre Vallaury, uno de los maestros de Sanayi-i Nefise Mektebi, está inspirada en el sarcófago de las Plañideras. Esta es una de las razones por las que el museo recibió inicialmente el nombre de "Museo de los Sarcófagos".

## Descripción
El sarcófago de las Plañideras mide 2,97 m de altura, 2,54 m de largo y 1,37 m de ancho. Es uno de los sarcófagos antiguos mejor conservados del mundo. Los relieves representan un cortejo fúnebre y plañideras por la muerte del rey. Se estima que varios escultores trabajaron en este conjunto tallado. El sarcófago tiene la forma y las proporciones de un templo jónico. Es un buen ejemplo de la influencia oriental en el arte de la escultura helenística.
Hay 18 mujeres, algunas de pie y otras sentadas, que se alternan con las columnas jónicas que bordean el interior del sarcófago. Todas las mujeres tienen una expresión de dolor en sus actitudes, pero sus movimientos son diferentes entre sí, dando vida a toda la obra. Cabezas rapadas, pies descalzos, ropas rasgadas, movimientos y expresiones de tristeza son elementos característicos de las comunidades semíticas. Se cree que las 18 figuras femeninas distribuidas entre las columnas representan a las esposas de los muertos o a las mujeres de su harén, en lugar de las plañideras comunes en las sociedades de Oriente Medio.
Una escena funeraria aparece en el friso sobre el sarcófago. Es una composición que da una idea de las costumbres de la época. La parte inferior del sarcófago presenta otro friso, lo que confiere a la obra un aire de elevación y sublimación.
Las plañideras del sarcófago son el tema de la colección de poesía del autor Enis Batur titulada Le Tombeau des Pleureuses .